# Зе Эдуардо (футболист, 1987)
Жозе Эдуардо Бишоф ди Алмейда или просто Зе Эдуардо, также известный как Зе Лав (родился 29 октября 1987 года в Промисане) — бразильский футболист, который играет на позиции нападающего.
Зе Эдуардо имеет двойное гражданство, у футболиста также есть итальянский паспорт.

## Карьера

### Ранняя карьера
Зе Эдуардо начал свою профессиональную карьеру в «Палмейрасе». Во время своего пребывания в клубе Зе Эдуардо получил прозвище «Зе Лав», его сравнивали с другим нападающим «Палмейраса», Вагнером Лавом. Однако Зе Эдуардо не сумел закрепиться в клубе из Сан-Паулу, в дальнейшем он играл за «Португеза Сантиста», «Атлетико Паранаэнсе», «Крузейро» (купил 70 % прав на игрока за 300000 реалов), «Брагантино» (выиграл Лигу Паулиста 2006), «Бетин» (апрель — май 2006 года), «Вилла-Нова» (выиграл кубок Минас-Жерайс 2006), «Спорт Ресифи» (январь — август 2007 года), «Гремио» (выиграл Кубок ФГФ 2007), «Ферровиарио Форталеза» (выиграл Лигу Паулиста Серия А2 2008) и «Форталеза» (выиграл Серию B 2008). В декабре 2008 года Зе Эдуардо присоединился к «Сан-Каэтано» перед началом Лиги Паулиста 2009, он забил лишь один гол за команду, но тем не менее стал ценным игроком для команды. После короткого пребывания в «Америка Минейро» Зе Эдуардо присоединился к АБС, выступая за который, он обратил на себя внимание крупных клубов, забив три гола в девяти матчах.

### «Сантос»
Трансфер Зе Эдуардо в «Сантос» прошёл без лишнего ажиотажа, однако игрок добился значительного успеха на «Вила Белмиро». Вначале выходя на замены, Эдуардо в конечном счёте своей игрой заработал себе место в стартовом составе. Выиграв Лигу Паулиста и кубок Бразилии по футболу, Зе Эдуардо был одним из лучших игроков «Сантоса», он оформил хет-трик в матче против «Флуминенсе» на стадионе «Маракана». Зе Эдуардо стал четвёртым бомбардиром команды в Лиге Паулиста с 6 голами (вместе с Весли) после Неймара, Андре и Гансо. В чемпионате Бразилии Зе Эдуардо забил десять голов, на семь меньше, чем у Неймара. Зе Эдуардо стал вторым бомбардиром в «Сантосе» и восьмым в лиге.
Поиграв год в «Сантосе», Зе Эдуардо принял предложение от итальянского клуба Серии А, «Дженоа», подписав 23 января 2011 года контракт сроком на пять лет. Но он не смог присоединиться к «Дженоа» до закрытия международного трансферного окна, так как не успел получить итальянский паспорт. Следовательно, «Дженоа» позволило ему играть за «Сантос» до 22 июня (в течение этих 6 месяцев его контракт формально принадлежал «Лугано»). В тот день он играл за «Сантос» во втором матче финала Кубка Либертадорес 2011, «Сантос» со счётом 2:1 обыграл уругвайский гранд «Пеньяроль». «Сантос» получил 6088 тыс. реалов (около € 2,7 млн) за 60 % прав на контракт игрока. «Дженоа» в финансовом отчёте за 2011 год объявило, что заплатило «Лугано» 5,4 млн €.

### «Дженоа»
Зе Эдуардо был официально подписан «Дженоа» летом 2011 года и его контракта, его трансфер был зарегистрирован 3 августа 2011 года. Он участвовал в предсезонных спаринговых матчах, но в ходе долгого и интенсивного сезона в Бразилии он был травмирован и тренировался отдельно от главной команды. Зе Эдуардо официально дебютировал за клуб 2 декабря 2011 года, его команда потерпела поражение со счётом 2:0 от «Милана». В конце января 2012 года он был на просмотре в «Вест Хэм Юнайтед», но арендная сделка сорвалась. Вернувшись в Италию, он сыграл четыре матча, выходя на замены, первый 12 февраля. Он не играл за клуб в марте и появлялся на поле снова лишь 29 апреля 2012 года, снова выйдя на замену. Его игровой номер 9 был отдан игроку сборной Италии Альберто Джилардино, Зе Эдуардо получил футболку с 57-м номером.

22 августа 2012 года Зе Эдуардо отказался от просмотра в «Милане», который хотел заменить им травмированного Алешандре Пато. Зе Эдуардо сказал: 
Я выиграл один Либертадорес и две Лиги Паулиста с «Сантосом», я не прохожу просмотры.
31 августа 2012 года он был отдан в аренду «Сиене». 8 января 2014 года он был арендован до конца сезона «Коритибой». 27 февраля 2014 года он забил гол в матче против «Операрио Ферровиарио».

### Дальнейшая карьера
После недолгого пребывания в китайском «Шанхай Шэньсинь» Зе Эдуардо вернулся в Бразилию, подписав в августе 2015 года контракт с «Гоясом». 22 августа он дебютировал в новом клубе в матче против «Васко да Гама», Зе Эдуардо забил первый гол своей команды, дав начало разгрому соперника со счётом 3:0. В декабре 2015 года он подписал соглашение с «Аль-Шааб» на сезон 2016 года. 2 сентября 2016 года Зе Эдуардо перешёл в «Витория Салвадор» до конца 2016 года.
В августе 2019 года он подписал двухлетний контракт с «Бразильенсе». 9 ноября 2021 года Высший суд спортивной юстиции дисквалифицировал его на 380 дней за плевок в члена бригады арбитров во время матча Серии D против «Ферровиарио».
18 октября 2022 года Зе Эдуардо подписал контракт с «Сианорти» и должен был начать выступать за клуб в следующем году после того, как отбудет дисквалификацию. Он дебютировал, забив голом в своём первом матче, выйдя на замену во втором тайме. Однако после следующей игры его контракт был расторгнут по согласованию сторон. В марте 2023 года он подписал контракт с «Игуату» до конца сезона Серии D. В июне того же года он покинул клуб, в котором сыграл четыре матча и забил один гол.

## Титулы
- Чемпион штата Сан-Паулу (2): 2010, 2011
- Чемпион штата Минас-Жерайс (1): 2006
- Обладатель Кубка штата Минас-Жерайс (1): 2006
- Чемпион штата Парана (1): 2005
- Чемпион штата Пернамбуку (1): 2007
- Обладатель Кубка штата Пернамбуку (1): 2007
- Чемпион штата Сеара (1): 2009
- Чемпион Кубка Бразилии (1): 2010
- Чемпион Бразилии в Серии B (1): 2003
- Чемпион Бразилии в Серии C (1): 2009
- Обладатель Кубка Либертадорес (1): 2011